# Zembowitz
Zembowitz, poln. Zębowice ist ein Dorf und Hauptort der gleichnamigen Landgemeinde mit rund 3700 Einwohnern im Powiat Oleski der Woiwodschaft Oppeln in Polen.
Zembowitz ist seit 2007 offiziell zweisprachig.

## Geschichte

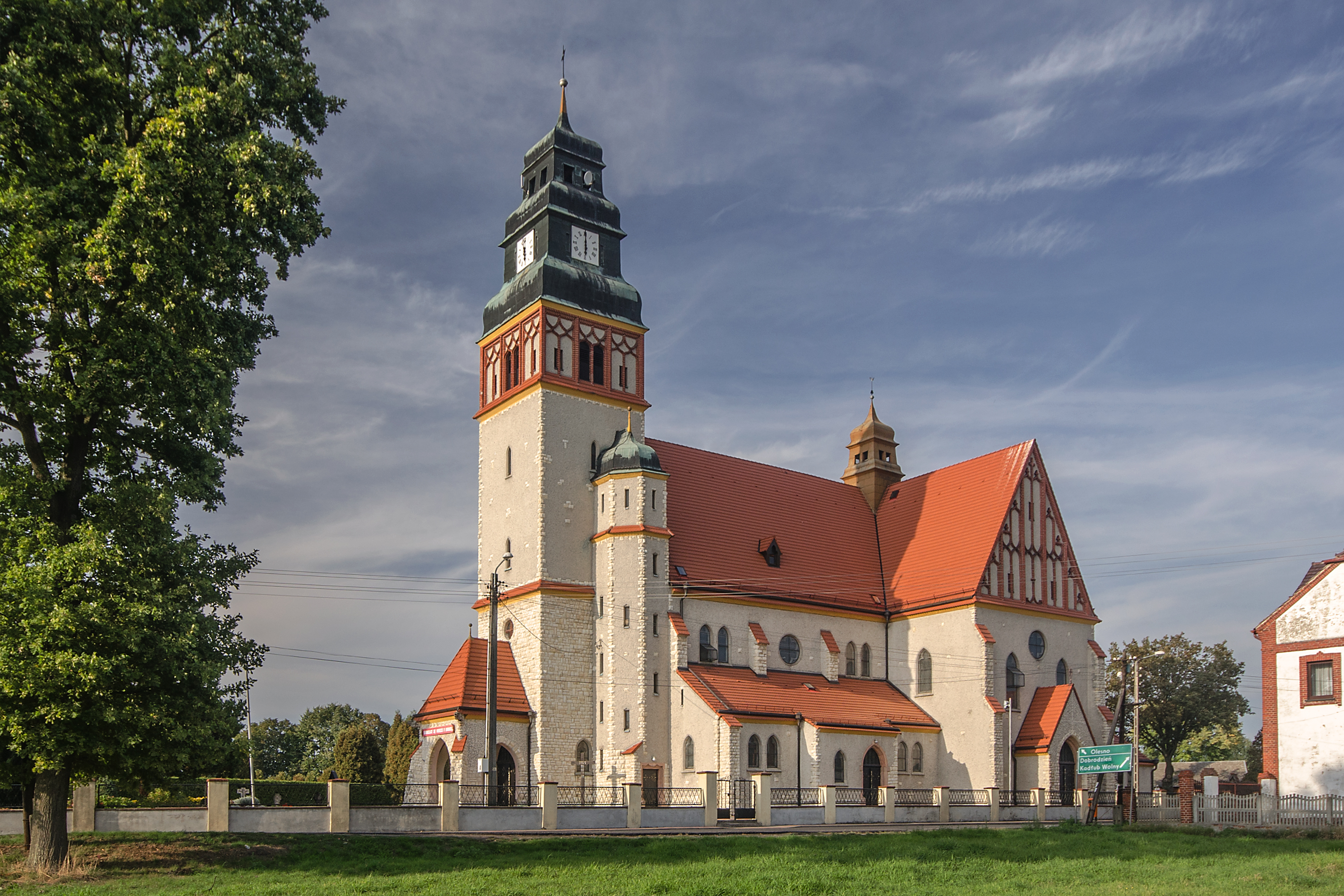
Kirche von Zembowitz

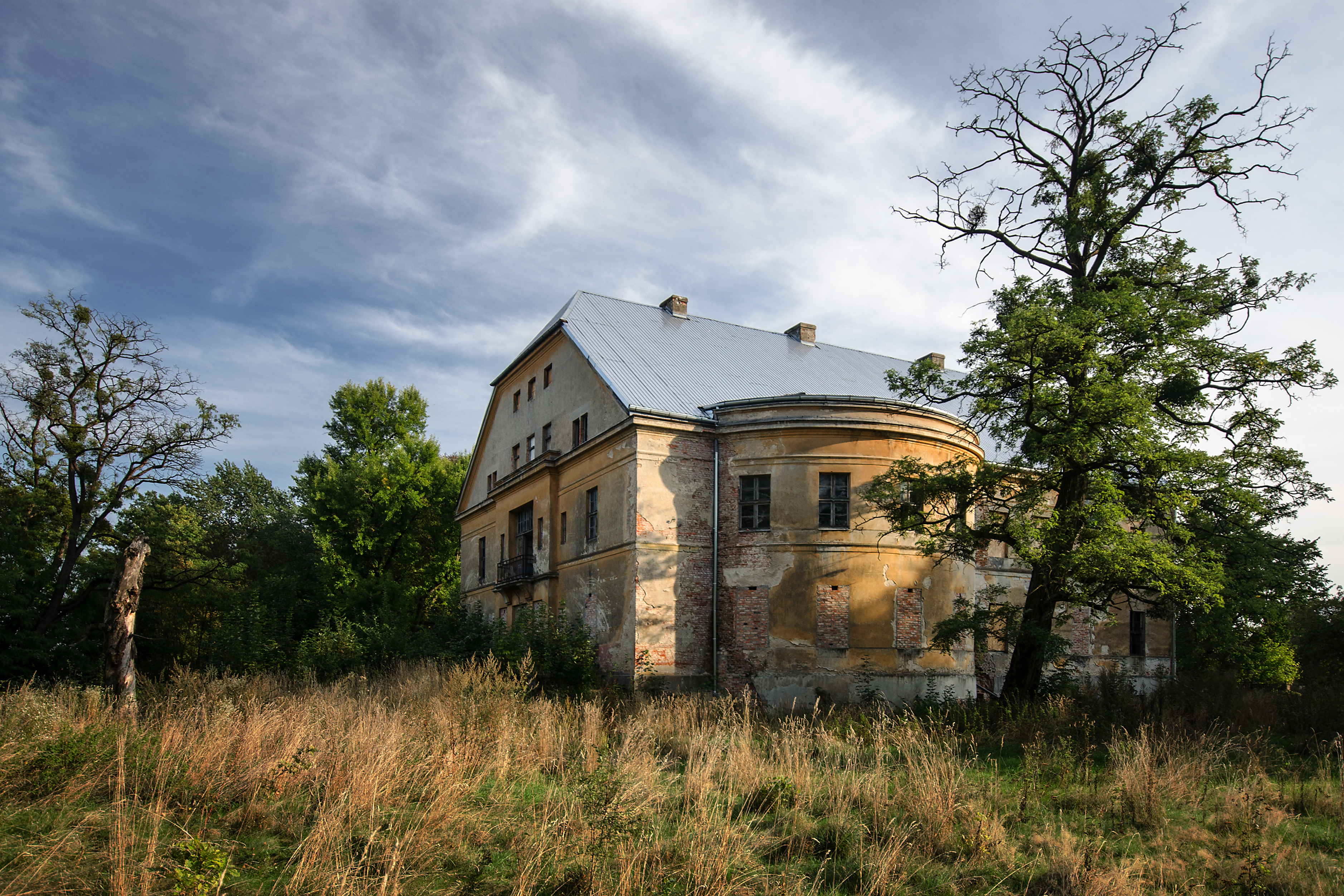
Ruine des Schlosses in Zembowitz

Die katholische Pfarrkirche Mariä Himmelfahrt wurde erstmals 1447 erwähnt. Bei der Volksabstimmung in Oberschlesien am 20. März 1921 stimmten 182 Wahlberechtigte für einen Verbleib bei Deutschland und 250 für Polen. Im Gut Zembowitz stimmten 147 Personen für Deutschland, 119 für Polen. Zembowitz verblieb beim Deutschen Reich. Am 9. Januar 1935 wurde der Ort in Föhrendorf umbenannt. Bis 1945 befand sich der Ort im Landkreis Rosenberg O.S.
1945 kam der bisher deutsche Ort unter polnische Verwaltung, wurde in Zębowice umbenannt und der Woiwodschaft Schlesien angeschlossen. 1950 wurde Zembowitz Teil der Woiwodschaft Oppeln und 1999 des wiedergegründeten Powiat Opolski. Am 19. November 2008 erhielt der Ort zusätzlich den amtlichen deutschen Ortsnamen Zembowitz.

## Verkehr
Zembowitz hatte einen Bahnhof an der Bahnstrecke Kędzierzyn-Koźle–Kluczbork.

## Gemeinde
Die Landgemeinde Zembowitz gliedert sich in neun Dörfer mit Schulzenämtern. Sie ist mit 44 Prozent die polnische Gemeinde mit dem größten Anteil an Mitgliedern der deutschen Minderheit in Polen.

## Persönlichkeiten
- Christoph Ernst Steinbach (1698–1741), deutscher Arzt und Lexikograph, wurde hier geboren.